# Gocanowo
Gocanowo – wieś w Polsce, położona w województwie kujawsko-pomorskim, w powiecie inowrocławskim, w gminie Kruszwica.

## Podział administracyjny
W latach 1975–1998 miejscowość administracyjnie należała do województwa bydgoskiego.

## Demografia
Według Narodowego Spisu Powszechnego (III 2011 r.) wieś liczyła 251 mieszkańców. Jest szesnastą co do wielkości miejscowością gminy Kruszwica.

## Nazwa
Miejscowość pod zlatynizowaną nazwą Goszanovo wymieniona jest w łacińskim dokumencie z 1282 roku.

## Park krajobrazowy
Gocanowo położone jest na terenie Nadgoplańskiego Parku Tysiąclecia nad jeziorem Gocanowskim.

## Zabytki
W miejscowości znajduje się pałac (wpisany do Krajowego Rejestru Zabytków) i park, których założenie datowane jest na połowę XIX wieku; obecnie należą one do prywatnej osoby.

## Znane osoby
W Gocanowie urodził się Brunon Józef Szafarkiewicz (1821–1892), przyrodnik, nauczyciel i działacz społeczny.